# Dromaeolus pachyderes
Dromaeolus pachyderes är en skalbaggsart som beskrevs av Sharp 1908. Dromaeolus pachyderes ingår i släktet Dromaeolus och familjen halvknäppare.

## Underarter
Arten delas in i följande underarter:
- D. p. pachyderes
- D. p. kauaiensis